# Yalçın Karapınar
Yalçın Karapınar (ur. 5 marca 1967) – turecki zapaśnik w stylu klasycznym. Olimpijczyk z Atlanty 1996, gdzie zajął jedenaste miejsce w kategorii 68 kg.
Piąty na mistrzostwach świata w 1993. Siódmy na mistrzostwach Europy w 1996. Srebrny medal na igrzyskach śródziemnomorskich w 1993 roku.